# آنخل دی ماریا
آنخل فابیان دی ماریا هرناندز (به اسپانیایی: Ángel Fabián Di María Hernández) (زاده ۱۴ فوریه ۱۹۸۸) بازیکن فوتبال اهل آرژانتین است که برای باشگاه فوتبال روساریو سنترال بازی می‌کند.
در سال ۲۰۰۱ میلادی در حالی که تنها ۱۳ سال داشت به تیم نوجوانان روساریو سنترال پیوست و بعد از ۴ فصل حضور در این تیم در سال ۲۰۰۵ میلادی، اولین بازی خود را انجام داد. بازی‌های درخشان دی ماریا در لیگ آرژانتین مورد توجه چند باشگاه از جمله روبین کازان قرار گرفت و این انتقال تا پای نهایی شدن پیش رفت ولی به دلایلی ناتمام ماند.
دی ماریا در ژوئیه سال ۲۰۰۷ میلادی به بنفیکا پیوست و به مدت سه سال در این تیم ماند و بازی‌های زیبایی را به نمایش گذاشت و همچنین زیباترین گل لیگ پرتغال را دی ماریا از فاصله ۳۰ یاردی (۲۷ متر) به ثمر رساند و مورد توجه باشگاه‌های مطرح اروپایی اینتر میلان، منچستر یونایتد و رئال مادرید قرار گرفت و در ژوئیه ۲۰۱۰ با قراردادی ۶ ساله به ارزش ۲۵ میلیون یورو به رئال مادرید پیوست و پس از درخشش در این تیم با مبلغی به ارزش ۶۵ میلیون یورو در سال ۲۰۱۴ به منچستر یونایتد پیوست و پس از یک فصل ناموفق در این تیم به تیم پاری سن-ژرمن پیوست.
از باشگاه‌هایی که دی ماریا در آنها بازی کرد می‌توان به روساریو سنترال، بنفیکا، رئال مادرید، منچستر یونایتد، پاری سن-ژرمن و یوونتوس اشاره کرد.

## دوران باشگاهی

### روساریو سنترال
دی ماریا در سن ۴ سالگی به باشگاه روساریو سنترال پیوست. وی اولین بازی حرفه‌ای اش را در ۱۴ دسامبر ۲۰۰۵ در مقابل ایندیپندینته در فینال لیگ آپرتورا انجام داد. او اولین گلش را در ۲۴ نوامبر ۲۰۰۶ برای روساریو به ثمر رساند. بعد از بازی کردن در جام جهانی زیر ۲۰ ساله‌های سال ۲۰۰۷ در کانادا باشگاه بوکاجنیورز با مبلغ ۶٫۵ میلیون دلار خواهان به خدمت گرفتن او شد همچنین تیم آرسنال او را می‌خواست اما به علت قوانین سخت برای افراد خارج از حوزه یورو در بریتانیا، دی ماریا به آرسنال نرفت. او در روزاریو ۳۹ بازی انجام داد و ۶ گل به ثمر رساند.

### بنفیکا
این باشگاه پرتغالی در ژوئیه ۲۰۰۷ مبلغ ۶ میلیون یورو بابت ۸۰٪ از حق مالکیت دی ماریا و ۵۰٪ از مالکیت آندرس دیاز به روزاریو پرداخت کرد و بعدها ۲ میلیون یورو دیگر نیز برای ۲۰٪ باقی مانده پرداخت کرد. بنفیکا دی ماریا را برای جانشینی کاپیتانش سمائو سابروسا که به اتلتیکو مادرید پیوسته بود در پست وینگر خریداری کرد. در اکتبر ۲۰۰۹ قراردادش را سه سال دیگر تمدید کرد و مبلغ فسخ قرارداد او به مبلغ ۴۰ میلیون یورو رسید. دیگو آرماندو مارادونا اسطوره فوتبال آرژانتین او را ستاره آینده کشورش خواند. در ۲۷ فبریه ۲۰۱۰ دی ماریا در پیروزی ۴ بر صفر تیمش هتریک کرد و روز بعد روزنامه‌های پرتغال اینگونه تیتر زدند: سه جادوی ماری. وی در بنفیکا ۱۲۴ بار به میدان رفت و ۱۵ گل به ثمر رساند.

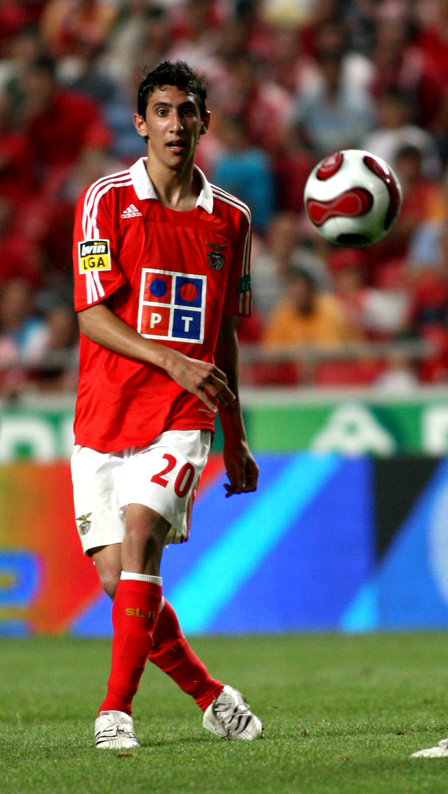
۲۰۰۷

### رئال مادرید
در ۲۸ ژوئن ۲۰۱۰ باشگاه رئال مادرید خبری در وبسایتش مبنی بر مذاکره با بنفیکا بر سر دی ماریا قرار داد که این باعث تغییر سهام باشگاه پرتغالی در بازار بورس شد. دی ماریا در ۷ ژوئیه ۲۰۱۰ از بوینس آیرس به مادرید رفت و در تست پزشکی این باشگاه شرکت کرد. دی ماریا با قراردادی پنج ساله به ارزش ۲۵ میلیون یورو راهی تیم اول شهر مادرید شد. وی اولین بازی اش برای رئال را در ۴ اوت و در یک دیدار دوستانه انجام داد و اولین گلش را هم در یک دیدار دوستانه در مقابل هرکولس به ثمر رساند. در ۲۹ اوت اولین بازی اش در لالیگا را انجام داد و در ۱۸ سپتامبر در مقابل رئال سوسیداد اولین گلش را به ثمر رساند. در چند فصل آینده دی ماریا بازی‌های نسبتاً خوبی انجام داد اما در بعضی از بازی‌ها آن بازیکن همیشگی و مؤثر نبود.
در فصل ۱۳–۲۰۱۲ در سوپر کاپ اسپانیا روی اشتباه والدز گل حیاتی را برای رئال به ثمر رساند که باعث قهرمانی رئال در آن جام شد. اتفاق مهم دیگری فصل برای او پاس گلی بود که در بازی رئال و منچستر یونایتد به کریستیانو رونالدو داد. دی ماریا در آن فصل قراردادش با رئال را تا سال ۲۰۱۸ تمدید کرد.
در فصل ۲۰۱۳/۱۴ دی ماریا با رئال مادرید تا فینال لیگ قهرمانان پیش رفت و به مقام قهرمانی رسید. وی در فینال عملکرد قابل قبولی داشت و از سوی یوفا به عنوان بهترین بازیکن زمین انتخاب شد. او در رئال مادرید ۱۹۰ بازی کرد و ۳۶ گل زد.
آنخل دی ماریا به پاس گل‌هایش در رئال مادرید معروف شده بود. وی در ۱۹۰ بازی که برای رئالی‌های انجام داد ۸۷ پاس گل به ثبت رساند و این نشان از مهارت وی در این زمینه است.
پس از چهار سال حضور در باشگاه رئال مادرید وی با انتقالی جنجالی به باشگاه منچستر یونایتد رفت. انتقالی که کارلو آنجلوتی آن را برای کسب ثروت خواند. سرمربی وقت رئال پس از انتقال دی ماریا به منچستر عنوان کرد که بعضی از بازیکنان دوست دارند برای قرار گرفتن در ترکیب رقابت کنند و بعضی‌ها هم ترجیح می‌دهند درآمد بیشتری داشته باشند. البته خود دی ماریا این انتقال را از سر ناچاری عنوان کرد.

### منچستر یونایتد
در ۲۶ اوت ۲۰۱۴ دی ماریا با قراردادی ۵ ساله و به ارزش ۵۹٫۷ میلیون پوند راهی من یونایتد شد قراردادی که او را به پنجمین بازیکن گران تاریخ تبدیل کرد و اولین در بین باشگاه‌های بریتانیایی. وی اولین بازی اش را در ۳۰ اوت انجام داد و اولین گلش را در اولین بازی اش در الدترافورد روی یک ضربه ایستگاهی به ثمر رساند. او بهترین بازیکن ماه سپتامبر باشگاه شد و هواداران گل چیپ او به کاسپر اشمایکل را بهترین گل این ماه انتخاب کردند. دی ماریا در یونایتد شماره هفت را که از بزرگانی چون جرج بست و کانتونا، بکهام و رونالدو به ارث رسیده بود را بر تن کرد اما زمان نشان داد در یونایتد در حد و اندازه آن ستاره‌ها نبوده‌است.
در زمان حضورش در منچستر مصدوم شد و بازی‌های ضعیفی انجام داد و فن خال او را بر روی نیمکت برد. دی ماریا در ۳۲ بازی برای یونایتد به میدان رفت و ۴ گل به ثمر رساند همچنین ۱۲ پاس گل در کارنامه خود ثبت کرد.

### پاری سن ژرمن

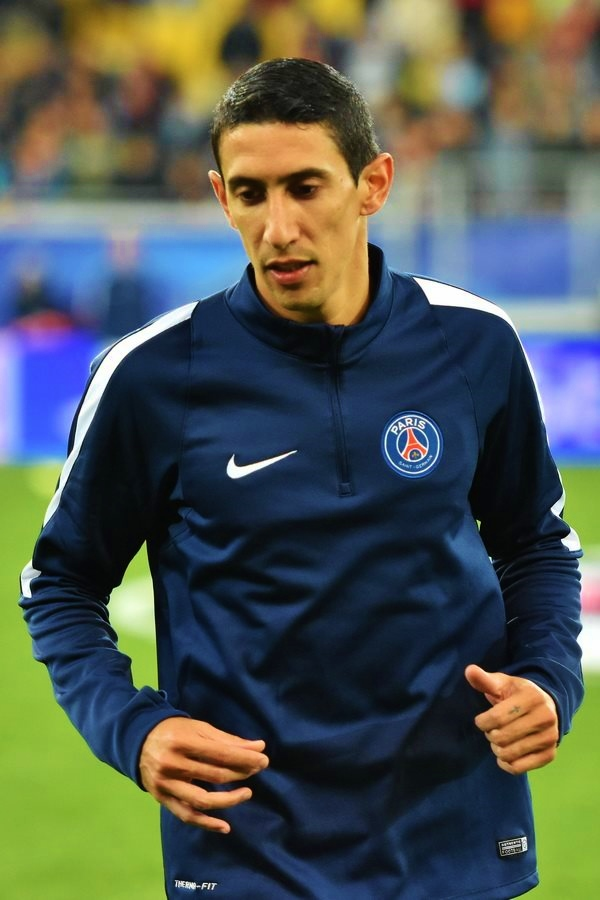
۲۰۱۵

در ۲۵ ژوئیه ۲۰۱۵ دی ماریا نتوانست به اردو یونایتد در آمریکا ملحق شود و هفته بعد خبر انتقالش به پاری سن ژرمن رسید. او اولین بازی اش را در لیگ لوشامپیونه فرانسه مقابل موناکو انجام داد؛ و اولین گلش را در دیدار با مالمو در لیگ قهرمانان اروپا به ثمر رساند. او همچنین به عنوان بهترین پاسور تاریخ باشگاه پاری سن ژرمن شناخته می‌شود.

### یوونتوس
قرار دی ماریا با پاری سن ژرمن در فصل ۲۱_۲۰۲۲ به پایان رسید و او برای بازی در باشگاه پر طرفدار بارسلونا لحظه شماری می‌کرد. و منتظر پیشنهادی از طرف این تیم بود اما به دلیل مشکلات مالی که بارسا داشت. دی ماریا فرصت بازی برای آبی اناری‌ها را پیدا نکرد و مجبور شد که تیم دیگری را انتخاب کند. او به دلیل درخشیدنش در جام جهانی ۲۰۲۲ و زدن یک گل بسیار مهم در فینال؛ بسیار محبوب شد و خیلی از تیم‌ها خواهان او بودند. و او فقط بارسا را قبول می‌کرد اما سرنوشت جور دیگری برای این بازیکن رقم خورد و او برای حفظ فرم خوبه خود تیم یوونتوس را در نهایت انتخاب کرد.
دی ماریا سر انجام در فصل نقل و انتقالات ۲۰۲۲ راهی یوونتوس شد و پس از ۷ سال بازی در پی اس جی و دریافت نکردن پیشنهادی از بارسلونا بالاخره پاریس را ترک کرد.
او در یوونتوس سالانه ۷ میلیون یورو دستمزد دریافت می‌کرد.
دی ماریا اولین گل خودش برای این باشگاه را در بازی‌های لیگ سری آ به تیم ساسوئولو زد.

### بنفیکا
دی ماریا با پایان قراردادش در یوونتوس راهی بنفیکا شد تا بعد از ۱۳ سال دوباره به تیم دوران جوانی‌اش برگردد. بنفیکا در اولین بازی رسمی‌اش پس از بازگشت به بنفیکا در فینال سوپرجام پرتغال گلزنی کرد و در پیروزی ۲–۰ این تیم مقابل پورتو تأثیر گذار بود.

## دوران ملی

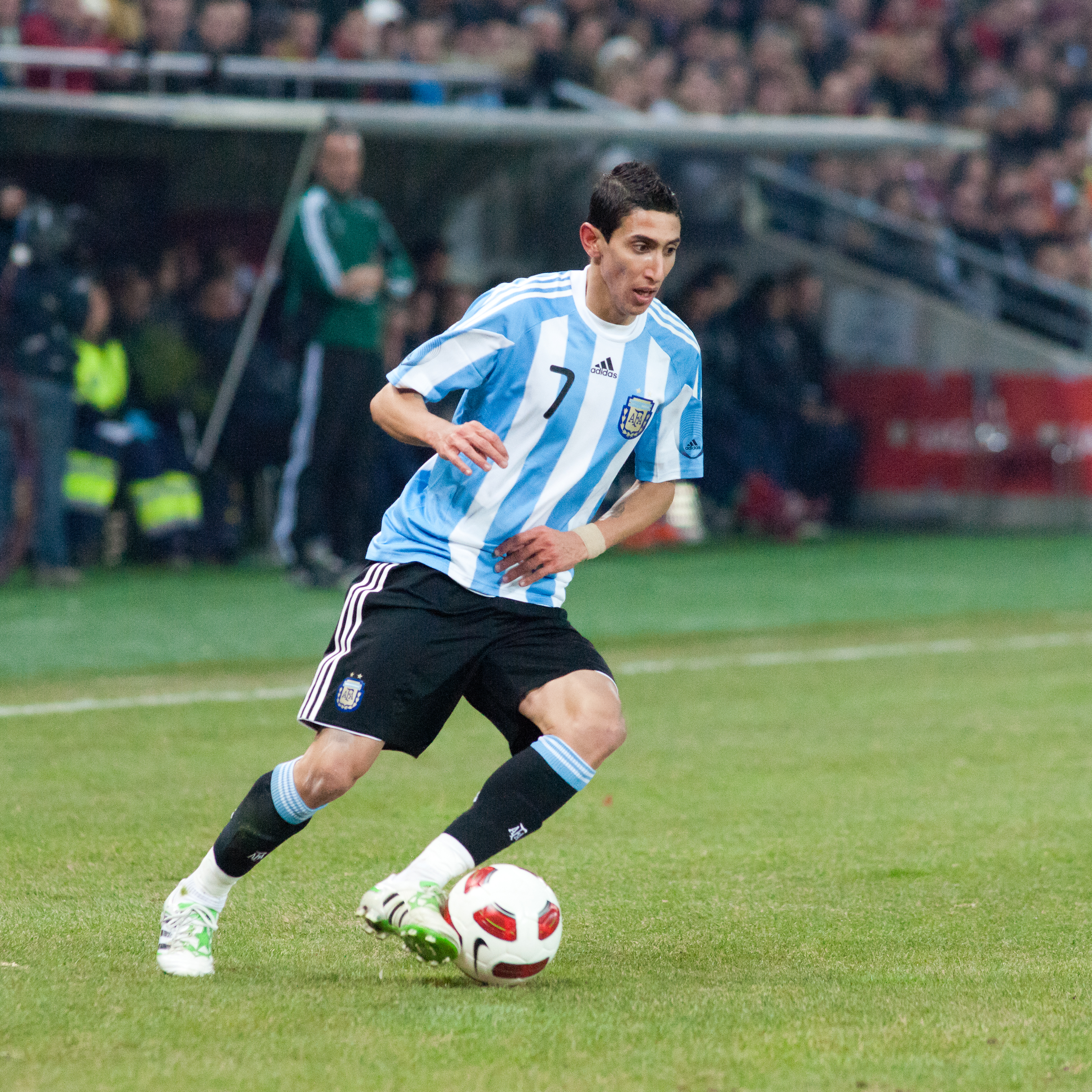
آنخل دی ماریا با پیراهن تیم ملی آرژانتین

آنخل دی ماریا در سال ۲۰۰۷ به تیم زیر ۲۰ سال دعوت شد و در جام جهانی و کوپا زیر ۲۰ سال حضور داشت بعد از جام جهانی همراه چند بازیکن دیگر به اردو تیم المپیک آرژانتین برای المپیک ۲۰۰۸ دعوت شد و دو گل مهم به ثمر رساند. یکی در بازی یک چهارم و در دقیقه ۱۰۵ در مقابل هلند و دیگری تک گل قهرمانی آلبی سالسته در فینال در مقابل نیجریه.
وی ۶ سپتامبر ۲۰۰۸ اولین بازی اش برای بزرگسالان را در مقابل پاراگوئه انجام داد. وی در جام جهانی ۲۰۱۴ برزیل یکی ارکان اصلی تیم ملی آرژانتین بود اما وی در بازی با بلژیک در مرحله یک چهارم نهایی دچار مصدومیت شد و دیدار نیمه نهایی و فینال را از دست داد. آرژانتین در آن جام جهانی به مقام نایب قهرمانی رسید و بسیاری از کارشناسان معتقد بودند نبودن دی ماریا در فینال یکی از عوامل اصلی شکست مقابل آلمان بوده‌است. پس از ناکامی در جام جهانی نوبت به کوپا آمریکا ۲۰۱۵ شیلی رسید. آرژانتین در این جام هم به مقام نایب قهرمانی رسید. دی ماریا هم برای بار دیگر فینال را از دست داد، البته با این تفاوت که در دقیقه ۲۷ دیدار فینال دچار مصدومیت شد و جای خود را به لاوتزی داد.
او توانست به همراه مسی در سال ۲۰۰۸ قهرمان المپیک شود.
وی درکوپا آمریکا ۲۰۲۱ تک گل آرژانتین را در برابر برزیل در فینال به ثمر رساند و باعث قهرمانی آرژانتین شد
دی ماریا بعد از کوپا آمریکا 2024 از فوتبال ملی خدا حافظی کرد او از مدت ها پیش اعلام کرده بود که قرار است در این بازی از فوتبال ملی خداحافظی می کند او ۱۱۷ دقیقه در زمین حضور داشت و زمانی که لئوتالو مارتینز کل دیرهنگام خود را زد در زمین بود. اوشاهد ۱۶ اُمین قرمانی آرژانتین در کوپا آمریکا بود که در ورزشگاه هارد راک میامی که در مقابل کلمبیا اتفاق  افتاده است
او از فوتبال  ملي  خداحافظی کرد و کنون در تیم نوجوانی خود یعنی روساریو سنترال مشغول  بازي است و از فوتبال ملی کناره‌گیری  کرده.

## افتخارات

### ملی
- مدال طلای المپیک پکن (۲۰۰۸ با آرژانتین)
- قهرمان زیر ۲۰ سال جهان(۲۰۰۷ با آرژانتین)
- قهرمان کوپا آمریکا ۲۰۲۱
- قهرمان فینالیسیما ۲۰۲۲
- قهرمان جام جهانی ۲۰۲۲

### باشگاهی
بنفیکا
- قهرمان لیگ برتر پرتغال(۱) (۱۰–۲۰۰۹)
- قهرمان جام حذفی فوتبال پرتغال(۲) (۰۹–۲۰۰۸ و ۱۰–۲۰۰۹)
- قهرمان سوپرجام پرتغال(۱) (۲۰۲۳)

#### رئال مادرید
- کوپا دل ری: ۲۰۱۱–۲۰۱۰
- لالیگا: ۲۰۱۱–۲۰۱۲
- لیگ قهرمانان اروپا: ۲۰۱۳–۲۰۱۴

#### پاری سن ژرمن
- لوشامپیونه: ۲۰۱۵–۲۰۱۶، ۲۰۱۷–۲۰۱۸، ۲۰۱۸–۲۰۱۹، ۲۰۱۹–۲۰۲۰
- جام حذفی فوتبال فرانسه: ۲۰۱۵–۲۰۱۶، ۲۰۱۶–۲۰۱۷، ۲۰۱۷–۲۰۱۸، ۲۰۱۹–۲۰۲۰، ۲۰۲۰–۲۰۲۱
- سوپر جام فوتبال فرانسه: ۲۰۱۵، ۲۰۱۶، ۲۰۱۷، ۲۰۱۸، ۲۰۱۹، ۲۰۲۰
- کاپا دلا لیگ: ۲۰۱۵–۲۰۱۶، ۲۰۱۶–۲۰۱۷، ۲۰۱۷–۲۰۱۸
- لیگ قهرمانان اروپا: نایب قهرمان ۲۰۲۰

### فردی
- بهترین بازیکن لیگ پرتغال ۱۰–۲۰۰۹
- بهترین پاسور تاریخ باشگاه پاری سن ژرمن
- بهترین بازیکن بازی فینال سوپرجام پرتغال ۲۰۲۳